# Cerveza de trigo

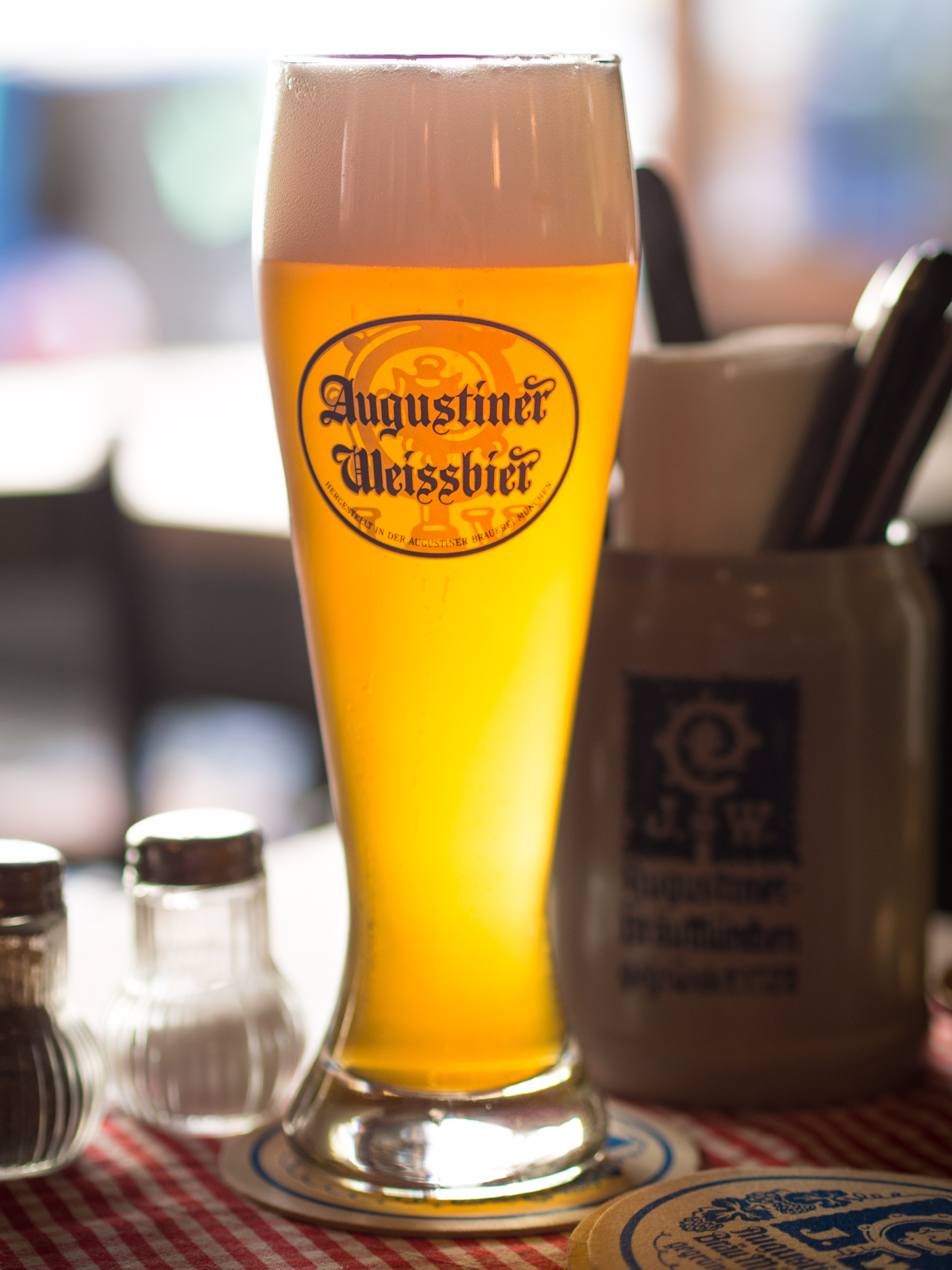
Una Augustiner Bräu Weißbier bávara.

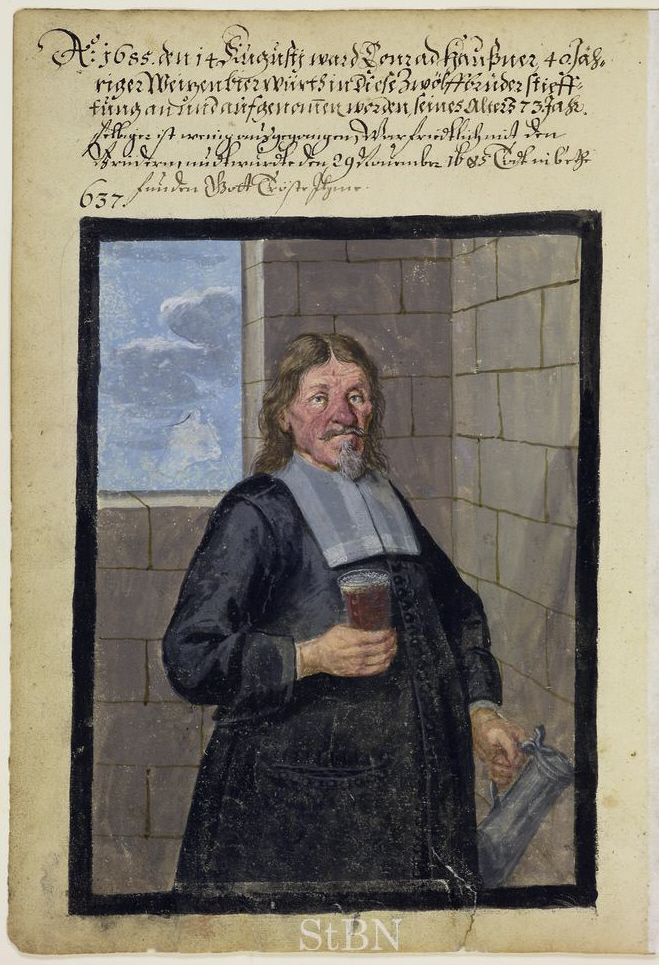
Un agricultor de cerveza de trigo de 1685, retratado en la Nürnberger Hausbücher («Los libros de la casa de Nuremberg»).

La cerveza de trigo es una cerveza, generalmente de fermentación alta o ale, que se elabora con una gran proporción de trigo en relación con la cantidad de cebada malteada. Las dos variedades principales son la Weissbier, basada en la tradición alemana, y la Witbier, basada en la tradición belga; los tipos menores incluyen Lambic (hecha con levaduras silvestres y bacterias), Berliner Weisse (una cerveza turbia y agria) y Gose (una cerveza de hierbas agria, salada y de tipo alemán).
En la actualidad, las cervezas de trigo son muy populares, y muchas de las cervecerías más importantes que elaboran cerveza de trigo datan de la Edad Media y su uso asociado a monjes y abadías. Sin embargo, tras la Segunda Guerra Mundial estas cervezas estuvieron a punto de desaparecer, ya que el uso del trigo se reservó exclusivamente para la elaboración de pan debido al hambre de la población belga y alemana. A partir de la década de 1960 se produjo el resurgir de las cervezas de trigo tradicionales en Europa.

## Variedades
Dentro de las cervezas de trigo existen dos variedades principales, que son la weißbier (en alemán, «cerveza blanca») basada en la tradición alemana de mezclar al menos 50% de trigo con malta de cebada para hacer una cerveza de fermentación alta de color claro, y la witbier (en neerlandés, «cerveza blanca») basado en la tradición belga de utilizar aromatizantes como el cilantro y la cáscara de naranja. Las cervezas blancas belgas a menudo se hacen con trigo crudo no malteado, a diferencia del trigo malteado utilizado en otras variedades.
Tanto la weißbier alemana como la witbier belga se denominan «cervezas blancas» porque «trigo» tiene la misma raíz etimológica que «blanco» en la mayoría de las lenguas germánicas occidentales (incluido el inglés).
Los cerveceros estadounidenses y canadienses siguen las dos tradiciones principales de cerveza de trigo, generalmente con una mayor variación. En Gran Bretaña, la cerveza de trigo no se considera tradicional; sin embargo, las ventas han aumentado en los últimos años. Esto está en línea con el aumento de las ventas de otros productos especializados. Tiende a ser un híbrido del estilo continental con un inglés amargo, en lugar de una emulación exacta.
Otros estilos menores de cerveza de trigo como Berliner weiße, gose y lambic se elaboran con una proporción significativa de trigo.

### Weizenbier
La Weizenbier o Hefeweizen —en el sur de Baviera generalmente llamada Weißbier (literalmente «cerveza blanca», pero el nombre probablemente deriva de Weizenbier, «cerveza de trigo»)— es una cerveza tradicional de Baviera en la que una proporción significativa de cebada malteada se reemplaza con trigo malteado. Según la Ley de pureza de 1516, las Weißbiers elaboradas en Alemania deben fermentarse utilizando una levadura de "fermentación superior", que técnicamente es una "levadura de ale". Se utilizan cepas especializadas de levadura que producen sobretonos de plátano y clavo como subproductos de la fermentación.

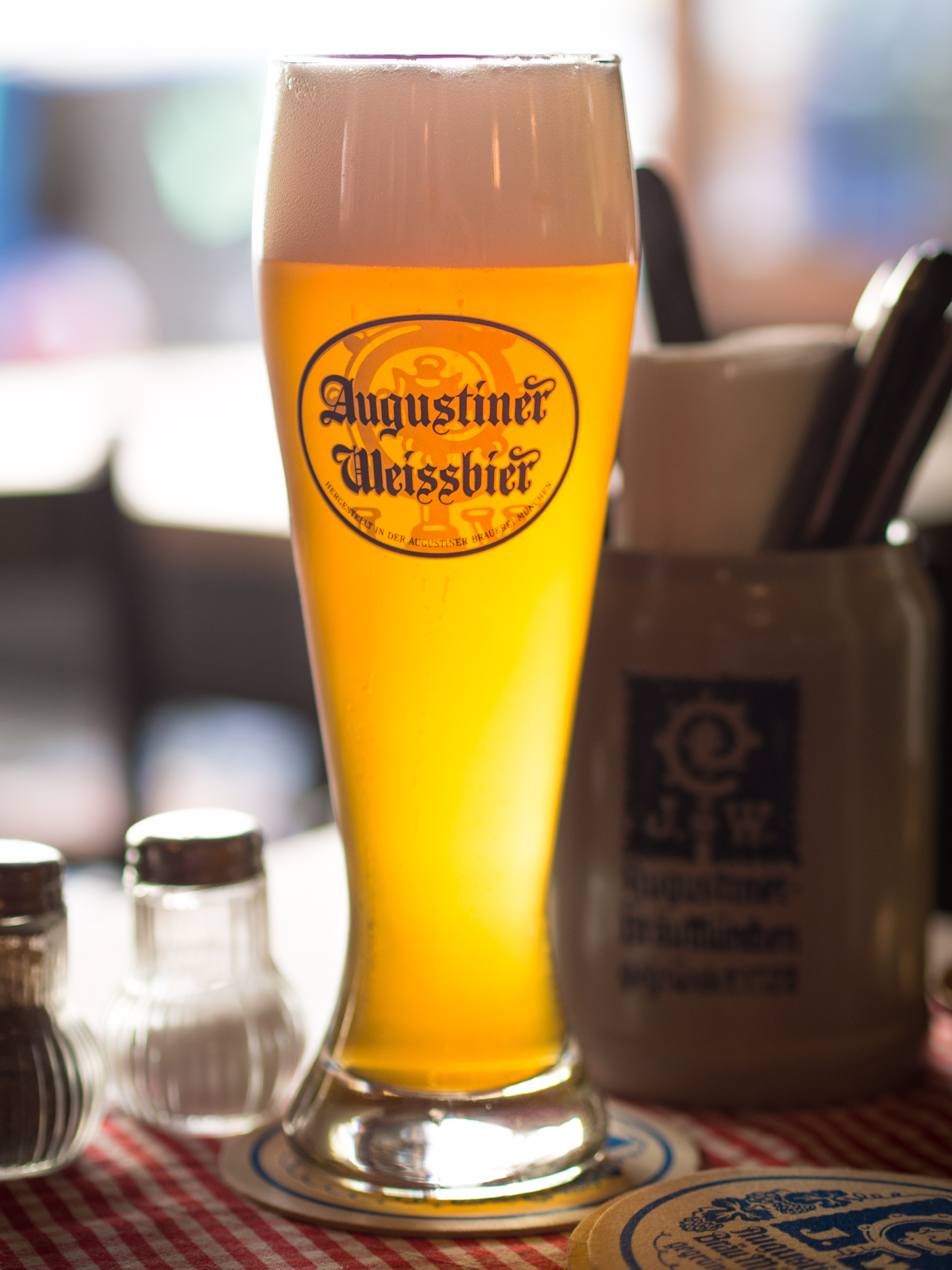
Augustiner Weißbier, una clásica cerveza de trigo bávara.

Weißbier se llama así porque, en el momento de su creación, era de un color más pálido que la cerveza marrón tradicional de Múnich. Es bien conocido en toda Alemania, aunque más conocido como Weizen («trigo») fuera de Baviera. Los términos Hefeweizen («levadura de trigo») o Hefeweißbier se refieren a la cerveza de trigo en su forma tradicional, sin filtrar. El término Kristallweizen («trigo cristalino») o kristall Weiß («cerveza blanca cristalina») se refiere a una cerveza de trigo que se filtra para eliminar la levadura y las proteínas de trigo que contribuyen a su aspecto turbio.
El estilo la Hefeweizen se destaca especialmente por su bajo amargor de lúpulo (alrededor de 15 IBU) y su carbonatación relativamente alta (que se acerca a los cuatro volúmenes), considerado importante para equilibrar la dulzura relativamente maltosa de la cerveza. Otra nota de sabor equilibrante única de la cerveza Hefeweizen es su carácter fenólico; su fenol característico es el 4-vinil guaiacol, un metabolito del ácido ferúlico, el resultado de la fermentación por levadura de fermentación superior apropiada para el estilo. El carácter fenólico de la Hefeweizen ha sido descrito como "clavo" y "medicinal" pero también ahumado. Otras notas de sabor más típicas pero menos asertivas producidas por la levadura Weißbier incluyen "plátano" (acetato de amilo), "chicle" y, a veces, "vainilla" (vainillina).
La weißbier está disponible en varias otras formas, incluyendo Dunkelweizen («trigo oscuro») y Weizenstarkbier («cerveza de trigo fuerte»), comúnmente conocida como Weizenbock. Las variedades de trigo oscuro están hechas con maltas más oscuras y más altamente cocidas (tanto trigo como cebada). Los Weizenbocks generalmente tienen un contenido de alcohol mucho más alto que sus primos más ligeros.
Las cuatro marcas más grandes en Alemania son Erdinger, Paulaner, Franziskaner y Maisel. Otras marcas de renombre son Augustiner, Weihenstephaner, Schneider (una especialidad de color bronce) y Andechser. Las marcas regionales en Baviera son Hopf, Unertl, Ayinger, Schweiger y Plank. La Aventinus es un ejemplo de Weizen Doppelbock, la versión más fuerte y oscura de Weizenbock, elaborada por la cervecería G. Schneider & Sohn en Kelheim.
Los cerveceros británicos que producen variedades acondicionadas en barrica incluyen Oakleaf Eichenblatt Bitte, Hoskins White Dolphin, Fyfe Weiss Squad y Oakham White Dwarf.

### Witbier
La Witbier (en flamenco, «cerveza blanca») o bière blanche (en francés, «cerveza blanca»), o simplemente witte es una cerveza de cebada y trigo de alta fermentación elaborada principalmente en Bélgica y los Países Bajos. Recibe su nombre debido a las proteínas de levadura y trigo suspendidas que hacen que la cerveza se vea turbia o blanca cuando está fría. Es un descendiente de esas cervezas medievales que fueron aromatizadas y preservadas con una mezcla de especias y otras plantas como el cilantro, la naranja y la naranja amarga conocidas como "gruit" en lugar de usar lúpulo.
El estilo fue revivido por Pierre Celis en la Cervecería Hoegaarden en Bélgica y la Cervecería Celis en los Estados Unidos después de que estuvieran cerca de desaparecer tras la Segunda Guerra Mundial y los racionamientos alimenticios en Bélgica, donde el trigo se priorizó para la producción de pan. Se elabora tradicionalmente con hasta un 50% de trigo crudo en lugar de malta de trigo. Las cervezas tienen un sabor algo agrio debido a la presencia de ácido láctico o ácido acético, mucho más pronunciado en el pasado que hoy. Además, la levadura suspendida en la cerveza provoca una fermentación continua en la botella.

### Otras variedades
Una variedad menor de cerveza de trigo está representada por la Berliner Weiße, que es baja en alcohol (2,5% a 3% de contenido alcohólico) e intencionalmente agrio. Los jarabes endulzados de limón, frambuesa o hierba de asperilla a menudo se agregan antes de beber.
La Leipziger gose es similar a la Berliner Weiße pero ligeramente más fuerte con alrededor del 4% de alcohol. Sus ingredientes incluyen cilantro y sal, que son inusuales para las cervezas alemanas.
La lambic belga también se hace con trigo y cebada, pero difiere de casi todas las cervezas en el uso de levadura salvaje para la fermentación espontánea.
Una variación en el estilo de la barley wine implica agregar una gran cantidad de trigo a la cuenta de puré, lo que resulta en lo que se conoce como vino de trigo. Este estilo se originó en los Estados Unidos en la década de 1980.